# Đảng Nhân dân Nội Mông Cổ

Cờ của Đảng nhân dân Nội Mông Cổ

Đảng nhân dân Nội Mông Cổ, viết tắt theo tiếng Anh là IMPP (Inner Mongolian People's Party; tiếng Mông Cổ: Öbür mongγul-un arad-un nam; tiếng Trung: 内蒙古人民党, hay 内人党, pinyin: nèiréndǎng) là một phong trào ly khai tại Nội Mông Cổ. Đảng được thành lập vào năm 1997 tại Princeton, New Jersey. Đảng đã tố cáo sự vi phạm của chính phủ Trung Quốc đối với Mông Cổ trong thời kỳ Cách mạng Văn hóa, mục tiêu của đảng là thiết lập một nhà nước độc lập của Nội Mông Cổ tại khu vực Nội Mông hiện nay.

## Thành lập

Bản đồ Nội Mông ở phía bắc Trung Quốc

Vào những năm 1980, Tịch Hải Minh, (tiếng Trung: 席海明, Xi Haiming, tiếng Mông Cổ: Temtselt Shobshuud), Huchuntegus (tiếng Trung: 呼慶特古斯, Hu Qing Te Gu Si), Vương Mãng Lai (tiếng Trung: 王滿来, Wang Manglai) và Cáp Đạt (哈達, Hada) đã có ý định thành lập đảng này nhưng chưa thành công, và mãi đến tận năm 1997 đảng mới được thành lập tại Princeton, New Jersey, Hoa Kỳ.

## Mục tiêu
Đảng này dựa trên các nguyên tắc của nền dân chủ và hòa bình trong cuộc đấu tranh để chấm dứt chính sách thuộc địa của CPC (Đảng Cộng sản Trung Quốc) tại khu vực Nội Mông. Mục đích của họ bước đầu là để đạt được một mức độ tự chủ lớn hơn cho Nội Mông bằng biện pháp hòa bình.

## Hiến pháp
Hiến pháp, được thông qua tại Đại hội lần thứ nhất, nêu rõ các mục tiêu chính của đảng là tôn trọng các nguyên tắc dân chủ và hòa bình trong đấu tranh nhằm chấm dứt sự thống trị của thực dân Đảng Cộng sản Trung Quốc ở Nội Mông, và mục tiêu cuối cùng là giành được độc lập của Nội. Mông Cổ.

## Biểu tượng cờ
Cờ IMPP,có nền màu xanh với hình ảnh ngọn lửa đỏ (trên cùng), mặt trời vàng (giữa) và mặt trăng trắng (dưới). Nền màu xanh biểu thị "Thiên đường màu xanh vĩnh cửu (tiếng Mông Cổ: Monkh Khokh Tengger). Người Mông Cổ tin rằng linh hồn của Thiên đàng Thiên đàng Thiên đàng có trong tất cả các vật thể trong vũ trụ, đặc biệt là trong lửa, mặt trời và mặt trăng, mà là lý do tại sao ba yếu tố này được thể hiện trên lá cờ. Những hình ảnh tương tự có thể được tìm thấy trên quốc kỳ Mông Cổ.

## Chú giải
1. ↑  "Inner Mongolian People's Party". Bản gốc lưu trữ ngày 1 tháng 8 năm 2015. Truy cập ngày 9 tháng 11 năm 2011.
2. ↑  "Inner Mongolian People’s Party" and the basic facts about its key members Southern Mongolian Human Rights Information Center
3. ↑  Le Parti du peuple de Mongolie intérieure représente la Mongolie-Intérieure au sein de l' Organisation des nations et des peuples non représentés
4. ↑  "OVERVIEW OF INNER MONGOLIAN SEPARATIST ORGANIZATIONS ABROAD".
5. ↑  "Inner Mongolian People's Party 内モンゴル人民党".